# Droga wojewódzka 506
Die Droga wojewódzka 506 (DW 506) ist eine 13 Kilometer lange Droga wojewódzka (Woiwodschaftsstraße) in der polnischen Woiwodschaft Ermland-Masuren, die Chruściel mit Nowica verbindet. Die Strecke liegt im Powiat Braniewski.

## Streckenverlauf
Woiwodschaft Ermland-Masuren, Powiat Braniewski
-  Chruściel (Tiedmannsdorf) (S 22, DK 54)
- Piórkowo (Födersdorf)
- Zaporowo
- Stare Siedlisko (Ebersbach)
-  Nowica (Neumark) (DW 509)